# Фиск
Фиск (лат. Fiscus, дословно — «корзина» или «денежный ящик») — государственная казна, государство, как владелец имущества и участник частноправовых отношений.
В 1930-х годах, под «фиском» подразумевали государство, как субъект гражданско-правовых отношений (казна).

## История
В Древнем Риме фиском называли военную кассу, где хранились деньги, предназначенные к выдаче военнослужащим.
В императорском Риме, со времени Октавиана Августа (конец I в. до н. э. — начало I века) фиском стала называться частная касса императора, в противоположность государственному казначейству (aerarium), находившаяся в ведении чиновников, подчинённых только императору, и пополняемая доходами с имперских провинций, дань, уплачивавшаяся покорёнными государствами, монополии, конфискации и другими средствами, в противовес эрарию (лат. aerarium) — сенатской казне.
Для взимания доходов в частную кассу императора, в императорские провинции отправлялись так называемые прокураторы (procuratores), впоследствии называвшиеся также ратионалы (rationales) и избиравшиеся из всаднического сословия.
Фиском называлось также и всё имперское управление. С IV века фиск стал единым общегосударственным финансовым центром Римской империи, куда стекались все виды доходов и сборов и откуда шли указания о чеканке монет, порядке сбора налогов, производились выплаты и прочее.